# Al-Bahriyya al-Malikiyya al-‘Umāniyya
La Al-Bahriyya al-Malikiyya al-‘Umāniyya, Reale Marina dell'Oman nota internazionalmente come Royal Navy of Oman (arabo: البحرية السلطانية العمانية), abbreviato RNO, è la forza navale delle forze armate del Sultanato di Oman. Essendo il paese a cavallo tra l'Oceano Indiano e il Golfo Persico, quindi a guardia dello Stretto di Hormuz, la marina è una componente molto importante delle forze armate del piccolo paese. La sua dotazione è composta principalmente di cannoniere e piccole unità veloci di attacco missilistico, con alcune navi da trasporto anfibio, sebbene non disponga di una fanteria di marina. Il suo quartier generale è nella città costiera di As Sib, alcuni chilometri ad ovest della capitale Mascate. Molte unità hanno parecchi anni di vita ma è stato annunciato prima del 2010 un piano di modernizzazione che comporta la acquisizione di tre corvette con design a bassa osservabilità dalla BAE Systems, ed alcuni nuovi pattugliatori.

## Personale
Il personale in passato era composto da ufficiali britannici e sottufficiali pakistani, con gli omaniti solo nella bassa forza, ma dopo il 1980 molti ufficiali locali usciti dal locale centro di addestramento hanno preso i posti di comando delle unità. La Royal Navy, nel 2011, ha fatto frequentare ad ufficiali omaniti il suo Flag Officer Sea Training per addestrare i nuovi equipaggi delle corvette costruite in Gran Bretagna, note come classe Kharif.

## Navi
| Scafo Numerale      | Nome               | Classe             | Costruttore        | Tipo                      | Dislocamento           | Impostata          | Varata             | Accettata in servizio | Radiata            | Note |
| Navi di superficie  | Navi di superficie | Navi di superficie | Navi di superficie | Navi di superficie        | Navi di superficie     | Navi di superficie | Navi di superficie | Navi di superficie    | Navi di superficie | Navi di superficie |
| ------------------- | ------------------ | ------------------ | ------------------ | ------------------------- | ---------------------- | ------------------ | ------------------ | --------------------- | ------------------ | --- |
| Q40                 | Al Shamikh         | Classe Khareff     | BAE Systems        | Corvetta                  | 2,660 tons             |                    | 22 luglio 2009     | ottobre 2013          |                    | 8 missili antinave MM-40, 1 sistema a 12 celle di missili antiaerei VL Mica                                           |
| Q41                 | Al Rahmani         | Classe Khareff     | BAE Systems        | Corvetta                  | 2,660 tons             |                    | 23 luglio 2010     | marzo 2014            |                    | 8 missili antinave MM-40, 1 sistema a 12 celle di missili antiaerei VL Mica                                           |
| Q42                 | Al Rasikh          | Classe Khareff     | BAE Systems        | Corvetta                  | 2,660 tons             |                    | 27 giugno 2011     | maggio 2014           |                    | 8 missili antinave MM-40, 1 sistema a 12 celle di missili antiaerei VL Mica                                           |
| C31                 | Qahir Al Amwaj     | Classe Qahir       | Vosper Thornycroft | Corvetta                  | 1,185 tons             |                    | 21 settembre 1994  | 3 settembre 1996      |                    | 8 missili antinave MM-40, 1x sistema ad 8 celle di missili antiaerei Crotale                                          |
| C32                 | Al Mua'zzar        | Classe Qahir       | Vosper Thornycroft | Corvette                  | 1,185 tons             |                    | 26 settembre 1995  | 26 novembre 1996      |                    | 8 missili antinave MM-40, 1x sistema ad 8 celle di missili antiaerei Crotale                                          |
| Pattugliatori       |                    |                    |                    |                           |                        |                    |                    |                       |                    | |
| B10                 | Dhofar             | Classe Province    | Vosper Thornycroft | Battello veloce d'attacco | 390 tons               |                    |                    | 1982                  |                    | 6-8 missili antinave MM-40                                                                                            |
| B11                 | Al Sharquiyah      | Classe Province    | Vosper Thornycroft | Battello veloce d'attacco | 390 tons               |                    |                    | 1983                  |                    | 6-8 missili antinave MM-40                                                                                            |
| B12                 | Al Bat'nah         | Classe Province    | Vosper Thornycroft | Battello veloce d'attacco | 390 tons               |                    |                    | 1984                  |                    | 6-8 missili antinave MM-40                                                                                            |
| B14                 | Mussandam          | Classe Province    | Vosper Thornycroft | Battello veloce d'attacco | 390 tons               |                    |                    | 1989                  |                    | 6-8 missili antinave MM-40                                                                                            |
| B1                  | Al Bushra          | Classe Al Bushra   | CMN                | Pattugliatore             | 450 tons               |                    |                    | 1995                  |                    | |
| B2                  | Al Mansur          | Classe Al Bushra   | CMN                | Pattugliatore             | 450 tons               |                    |                    | 1995                  |                    | |
| B3                  | Al Najah           | Classe Al Bushra   | CMN                | Pattugliatore             | 450 tons               |                    |                    | 1996                  |                    | |
| Navi anfibie        |                    |                    |                    |                           |                        |                    |                    |                       |                    | |
| L3                  | Fulk al Salamah    |                    | Bremer Vulkan      | Trasporto anfibio         | 10,864 tons            |                    |                    | 1987                  |                    | 270 fanti di marina. Nave multiruolo da trasporto anfibio e logistica generale. Ora assegnata al Royal Yacht Squadron |
| L2                  | Nasr al Bahr       |                    | Regno Unito        |                           | 2,500 t a pieno carico |                    | 1965               |                       |                    | LST con ponte elicotteri. Capacità 7 carri; 240 fanti                                                                 |
| A2                  | Al Sultana         |                    | Paesi Bassi        |                           |                        |                    |                    | 1975                  |                    | |
| Naviglio ausiliario |                    |                    |                    |                           |                        |                    |                    |                       |                    | |
|                     | Al Mabrukah        |                    | Picchiotti         | hull 550                  | 4,633 tons             |                    | luglio 1982        |                       |                    | Già yacht reale Al Said, modificato nel 2009 come yacht a noleggio Loaloat Al Behar, convertito in nave scuola        |

### Missili
- 50 VT-1Crotale NG superficie-aria
- 162 Exocet MM-40 (122 Block-1+ 40 Block-2)
- Exocet MM-38
- Harpoon (missile) Block-II
- Mica nella versione superficie-aria

### Elettronica
- Sistema di protezione nave MASS
- 3 sensori per nave SMART-S MK-II
- 2 radar da ricerca aerea MW-8
- 5 sistemi radar di controllo fuoco Sting
- 2 sistemi radar di controllo fuoco DRBV-51C
- 3 radar da ricerca aerea RA-20S
- 4 radar 9LV
- 3 radar CEROS-200